# Trasa Piekary

Planowane rondo na przecięciu Świętego Marcina i Piekar

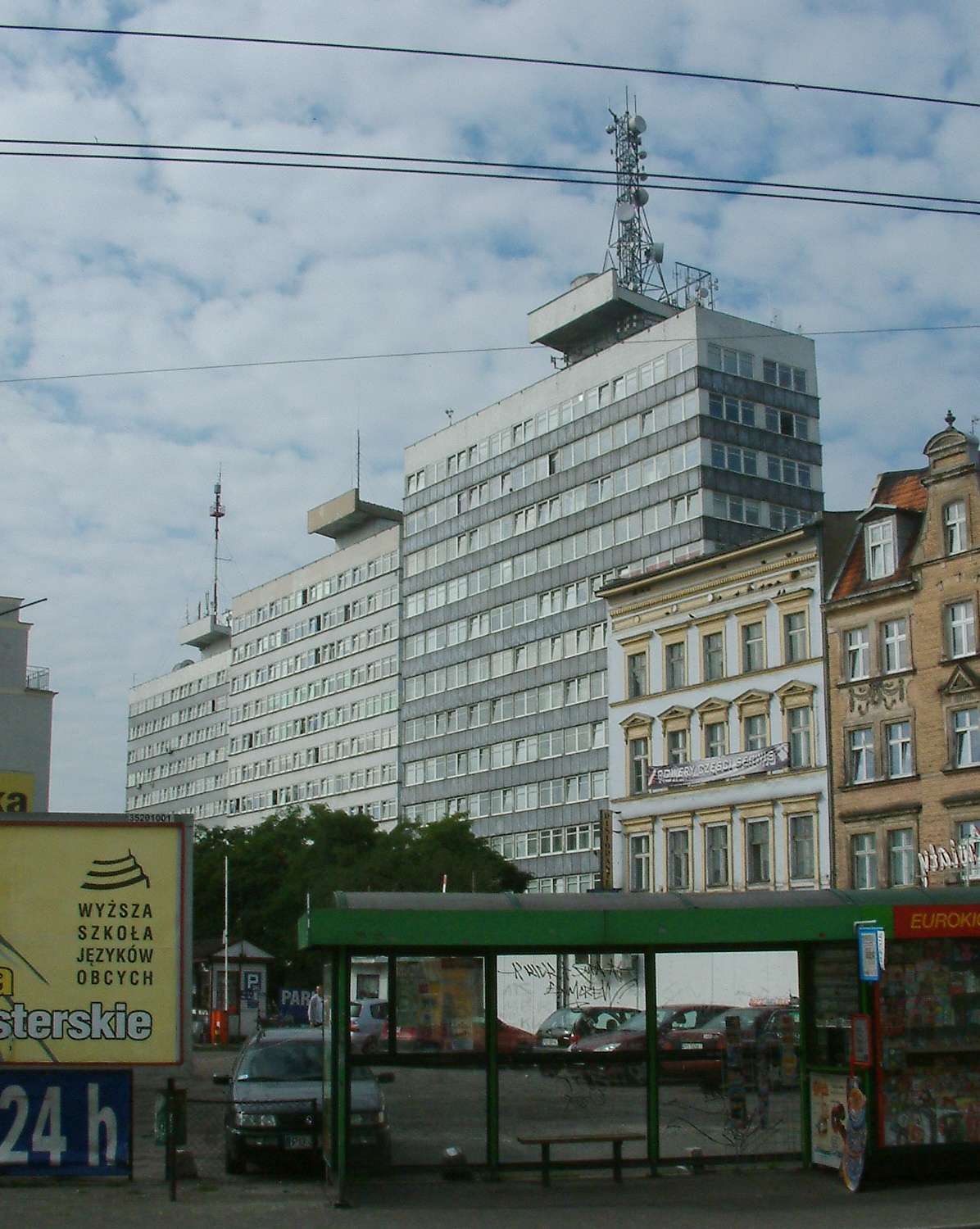
Wyburzona wschodnia pierzeja ulicy Piekary i biurowce Piekary przy planowanej arterii

Trasa Piekary (średnica centralna P–P) – niezrealizowany projekt dwujezdniowej arterii, która miała przeciąć śródmieście Poznania na osi północ-południe.
Trasa została zaprojektowana jako element szczegółowego planu śródmieścia Poznania (skala 1:2000), jaki opracowano w Miejskiej Pracowni Urbanistycznej w latach 1961–1962 (w rekordowym czasie siedmiu miesięcy). Kierownikiem zespołu projektantów była Lidia Wejchert, a współpracowali z nią Hubert Bureta i Zofia Róg-Mazurek. W planie przedstawiono w rewolucyjny sposób przebudowę centrum Poznania (około 400 ha terenów w sercu miasta). Jednym z kluczowych elementów układu komunikacyjnego miała być Trasa Piekary.
Arteria ta zaczynać się miała na północy od wielopoziomowego węzła w rejonie obecnego skrzyżowania ulic Przepadek, Alei Niepodległości i Tadeusza Kutrzeby, a także nieistniejącej arterii w kierunku wschodnim do wielopoziomowego ronda na Zawadach (nieco na północ od Ronda Śródka). Postępując na południe Trasa Piekary rozcięłaby Wzgórze Świętego Wojciecha (pomiędzy kościołami) i osiągnęła północny skraj Alei Marcinkowskiego (tu miało powstać rondo). Następnie wchłonęłaby Aleje Marcinkowskiego i pobiegła dalej na południe do ronda przy kościele św. Marcina, a następnie Piekarami, przez park Dąbrowskiego i browar Huggerów (obecnie Stary Browar) do wielopoziomowego skrzyżowania z ul. Królowej Jadwigi. Byłby to południowy kraniec trasy, a jej przedłużeniem byłaby szeroka arteria w kierunku Wildy. Na zachód od krańca południowego, w ciągu ul. Królowej Jadwigi miałoby powstać kolejne gigantyczne rondo (6 ulic) przy starym dworcu PKS, Izbie Rzemieślniczej i Domu Żołnierza. Jednym z elementów trasy miała być linia tramwajowa. Sama projektantka przyznała po latach, że realizacja Trasy Piekary przyniosłaby ogromne szkody przestrzenne dla miasta.
Plan realizacji Trasy Piekary był rozważany już przed II wojną światową w kilku wariantach urbanistycznych. Mimo że trasa nigdy nie powstała, to jednak jej projekt pozostawił piętno na wyglądzie części śródmieścia Poznania – wyburzono m.in. wschodnią pierzeję ulicy Piekary i kilka innych budynków, np. dworek Mycielskich. Jeszcze w latach 80. XX wieku próbowano częściowo powrócić do tematu, lansując budowę trasy tramwajowej przez Piekary (od Alei Marcinkowskiego do Górnej Wildy). W 1990 opracowywano jeszcze projekt techniczny tego przedsięwzięcia. Wszystkie te koncepcje ostatecznie zarzucono, a przypieczętowała to budowa Galerii MM, będąca powrotem do pierwotnego zarysu tkanki urbanistycznej tej części miasta.